# Municipio de East Cooper
El municipio de East Cooper (en inglés: East Cooper Township) es un municipio ubicado en el condado de Stafford en el estado estadounidense de Kansas. En el año 2010 tenía una población de 49 habitantes y una densidad poblacional de 0,53 personas por km².

## Geografía
El municipio de East Cooper se encuentra ubicado en las coordenadas 38°2′21″N 98°31′5″O / 38.03917, -98.51806. Según la Oficina del Censo de los Estados Unidos, el municipio tiene una superficie total de 93.09 km², de la cual 92,38 km² corresponden a tierra firme y (0,76 %) 0,71 km² es agua.

## Demografía
Según el censo de 2010, había 49 personas residiendo en el municipio de East Cooper. La densidad de población era de 0,53 hab./km². De los 49 habitantes, el municipio de East Cooper estaba compuesto por el 100 % blancos. Del total de la población el 0 % eran hispanos o latinos de cualquier raza.